# James Jebusa Shannon
Sir James Jebusa Shannon, né à Auburn dans l'État de New York en 1862 et mort en 1923 à Londres, est un peintre anglo-américain.

## Biographie
James Jebusa Shannon était le fils de parents irlandais. En 1870, alors qu´il y 8 ans, sa famille déménagea vers St. Catherines, dans l´Ontario, au Canada. Ses parents se rendirent compte rapidement que James possédait un talent artistique, et il suivit des cours privés de peinture et de dessin chez un peintre local, E. William Wright, qui l´incita à aller poursuivre ses études à Londres.
A l´âge de 16 ans, il partit étudier en Angleterre, à South Kensington (Londres), à la South Kensington School of Art (aujourd´hui le Royal College of Art) sous la direction de Sir Edward Poynter. Rapidement, Shannon est réputé être le meilleur élève de Sir Poynter. Au bout de trois ans d´études, il reçut la médaille d´or pour la peinture de portraits, lors d´un concours annuel mettant en compétition toutes les écoles d´art d´Angleterre. Il obtint alors une commande de la Reine pour réaliser des portraits d´Horatio Stopford et de Mrs Henry Bourke.
En 1881, son portrait d´Horatio Stopford, l´une des demoiselles d´honneur de la Reine, attira l´attention à la Royal Academy, et en 1887, son portrait d´ Henry Vigne en costume de chasse fut un grand succès de l´exposition à laquelle il prenait part. Ce portrait lui permit d´obtenir des médailles à Paris, Berlin, et Vienne.
À cause de son succès en Europe, il repousse sans cesse son départ pour le Canada. Il devint rapidement l´un des portraitistes les plus importants de Londres, avec son collègue américain John Singer Sargent. À partir de 1892, il fit l´acquisition d´un atelier qui se situait sur Holland Park Road à Londres.
En 1886, il épousa Lady Florence Mary Cartwright à Londres ; un an plus tard naquit leur fille Kitty, puis en 1890 leur deuxième fille Marjorie. Elles apparaissent à de nombreuses reprises dans ses tableaux par la suite. En 1904, puis 1905, 1906 et 1907 il fit trois séjours de longue durée à New York avec sa famille, et exposa notamment ses œuvres à la galerie Knoedler de New York.
Il fut l´un des premiers membres du New English Art Club, il fonda la Royal Society of Portrait Painters, et en 1897, il fut élu membre associé de la Royal Academy. Son tableau "The Flower Girl" (la Fille aux Fleurs) fut acheté en 1901 pour la National Gallery de Londres.
Il mourut en 1923 à l´âge de 61 ans

## Galerie

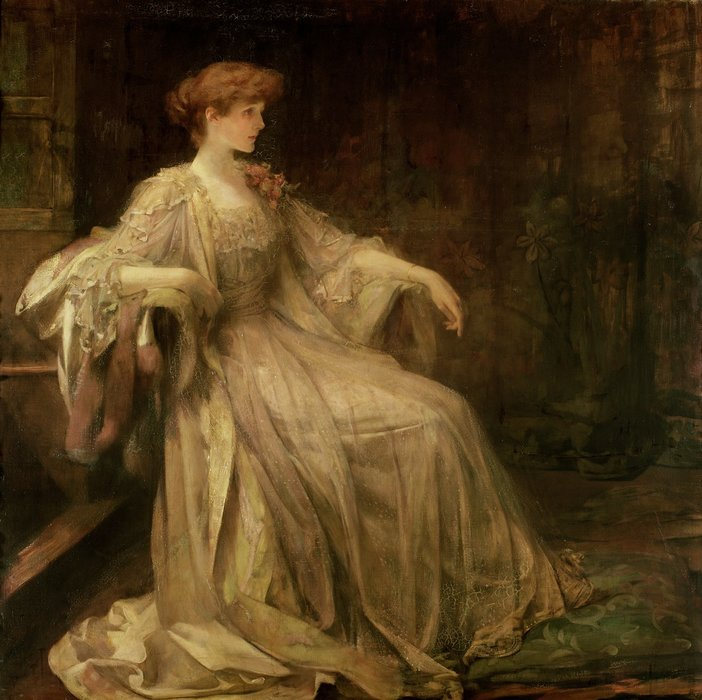
Portrait de Violet, la duchesse de Rutland (c. 1890)
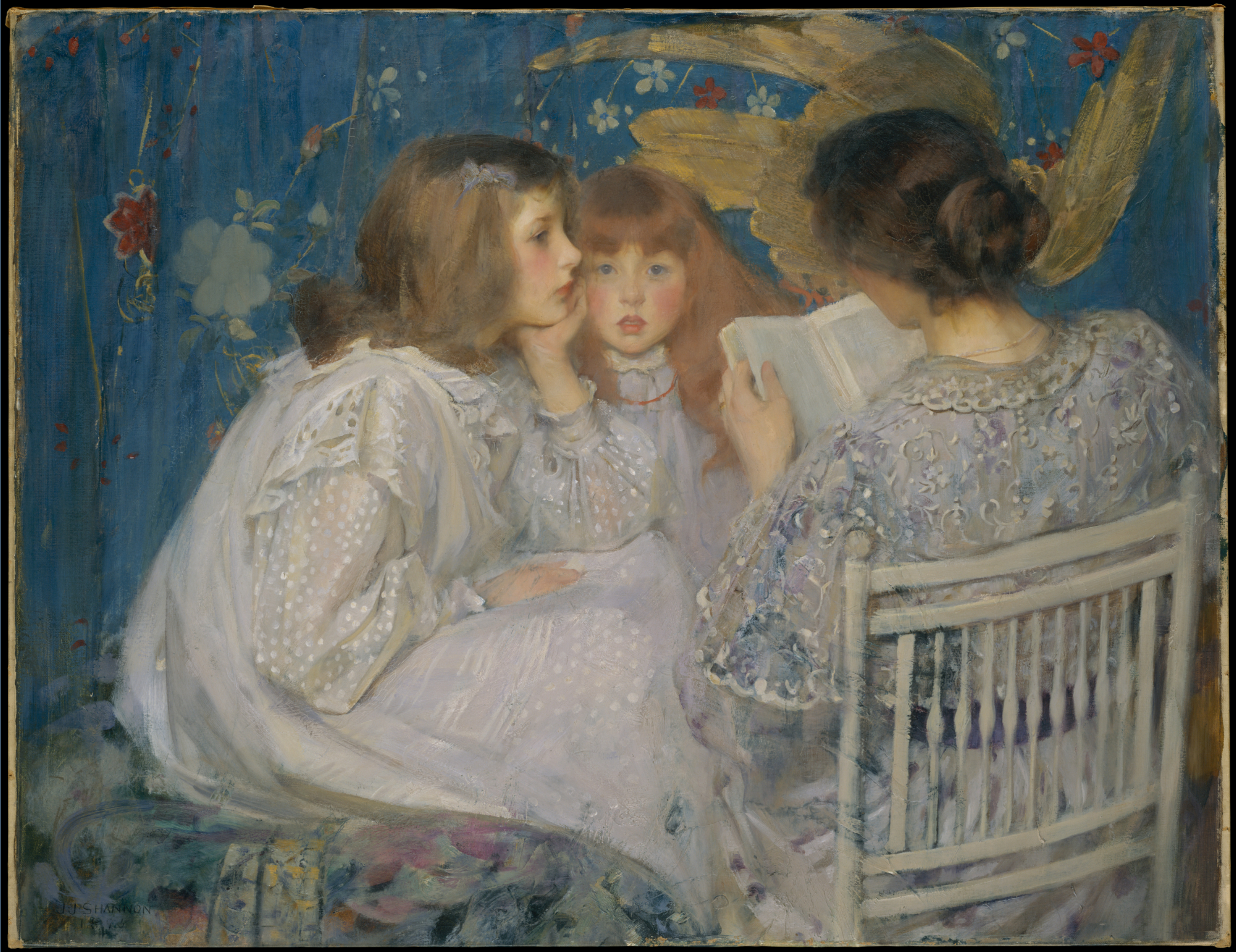
Contes de la Jungle, (1895)
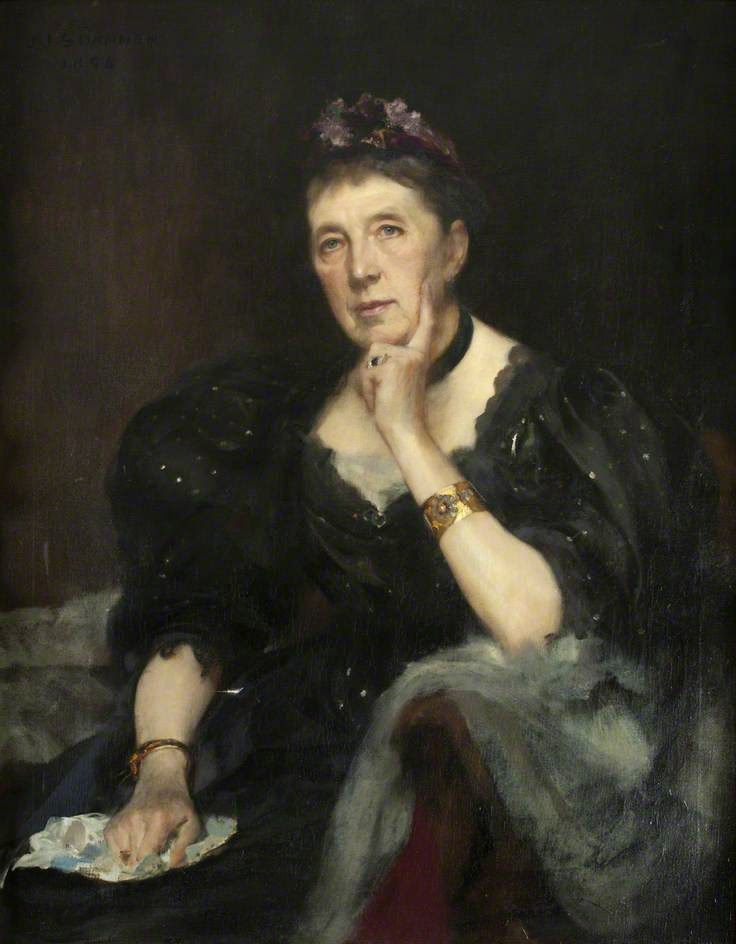
Dame à la lettre, 1896
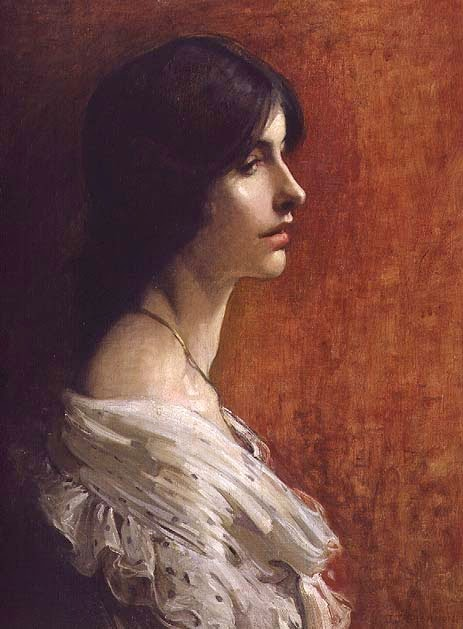
Portrait d'une jeune femme, 1897
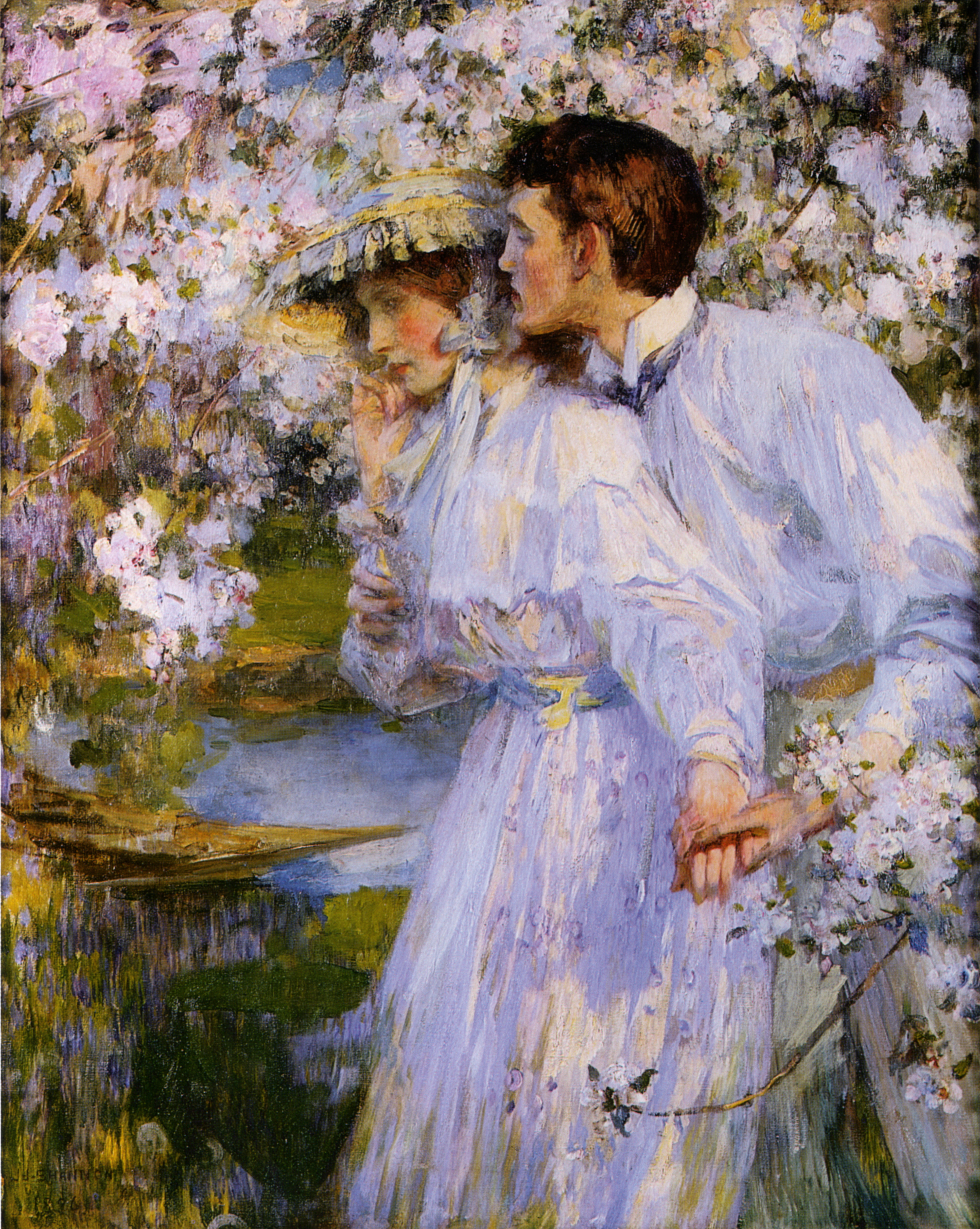
Au Printemps (1896)
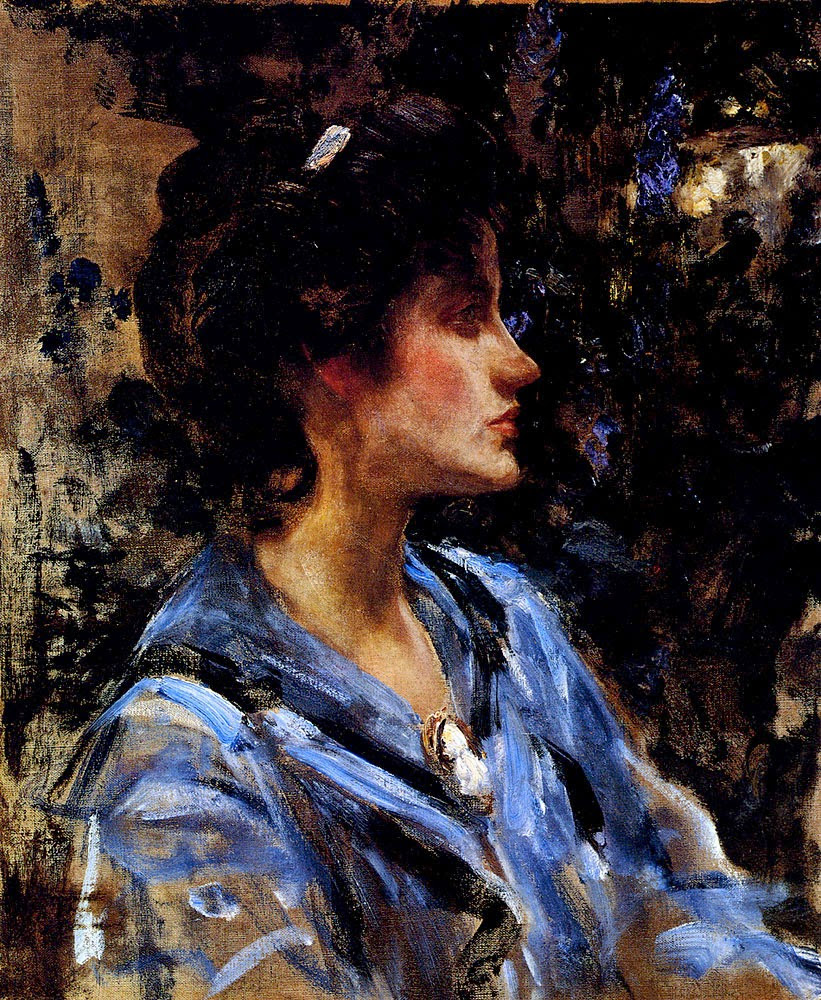
Jeune femme en bleu (H. Strom), c. 1900
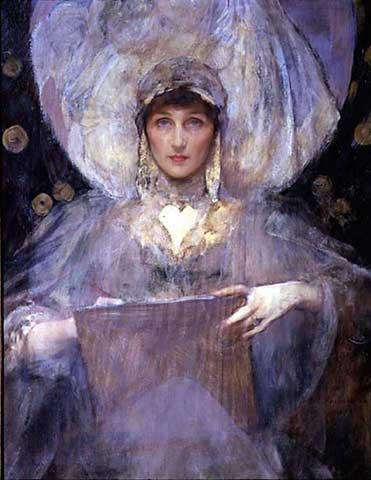
Violet Manners, Duchesse de Rutland
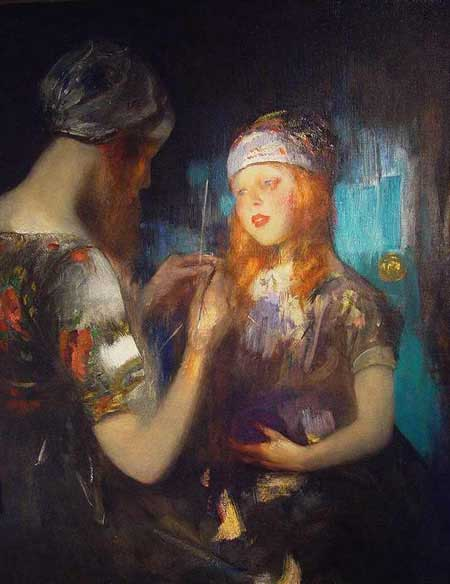
Knitting (Nora Ward et Kitty Shannon)
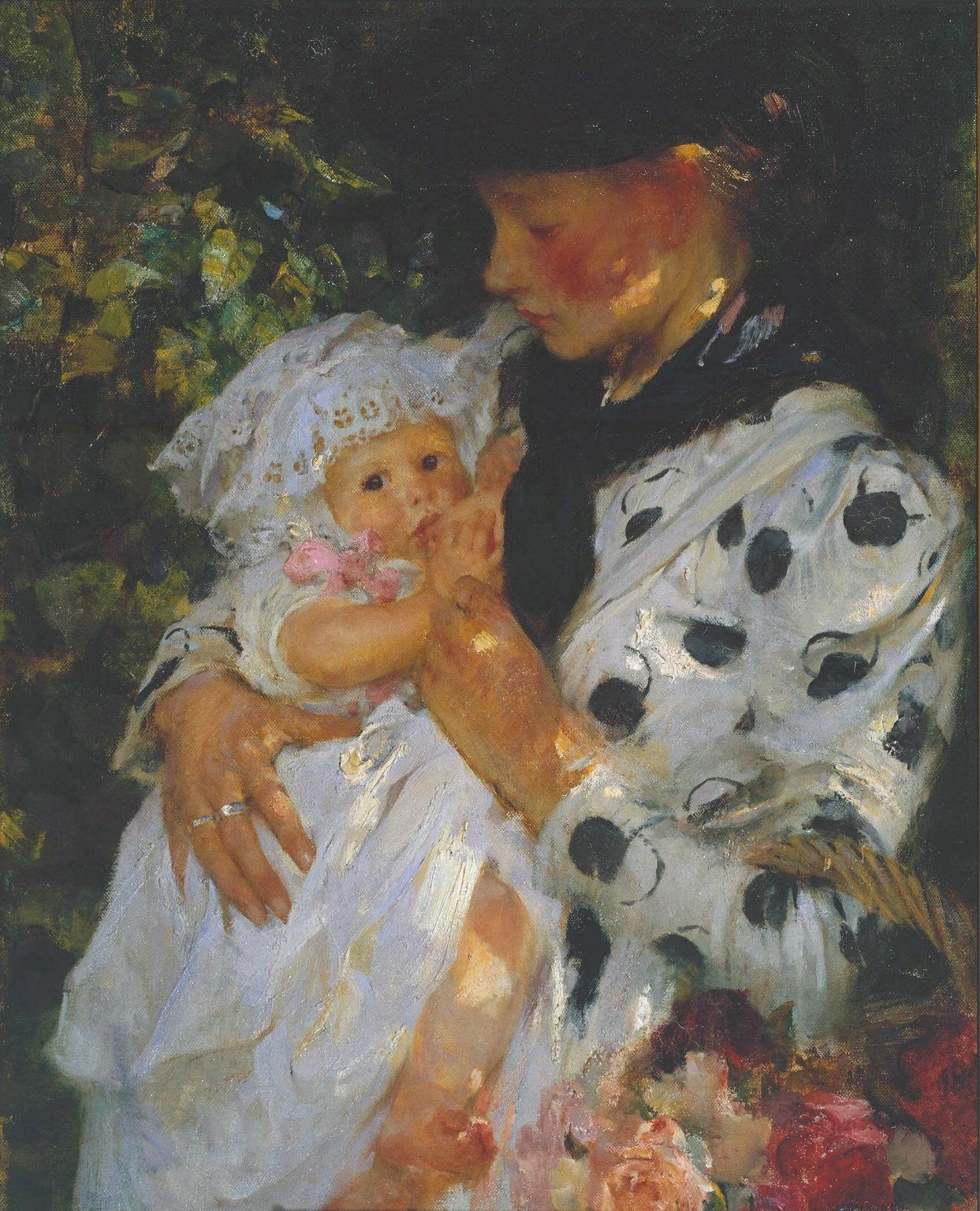
La fille aux fleurs (1900), Tate Gallery, Londres
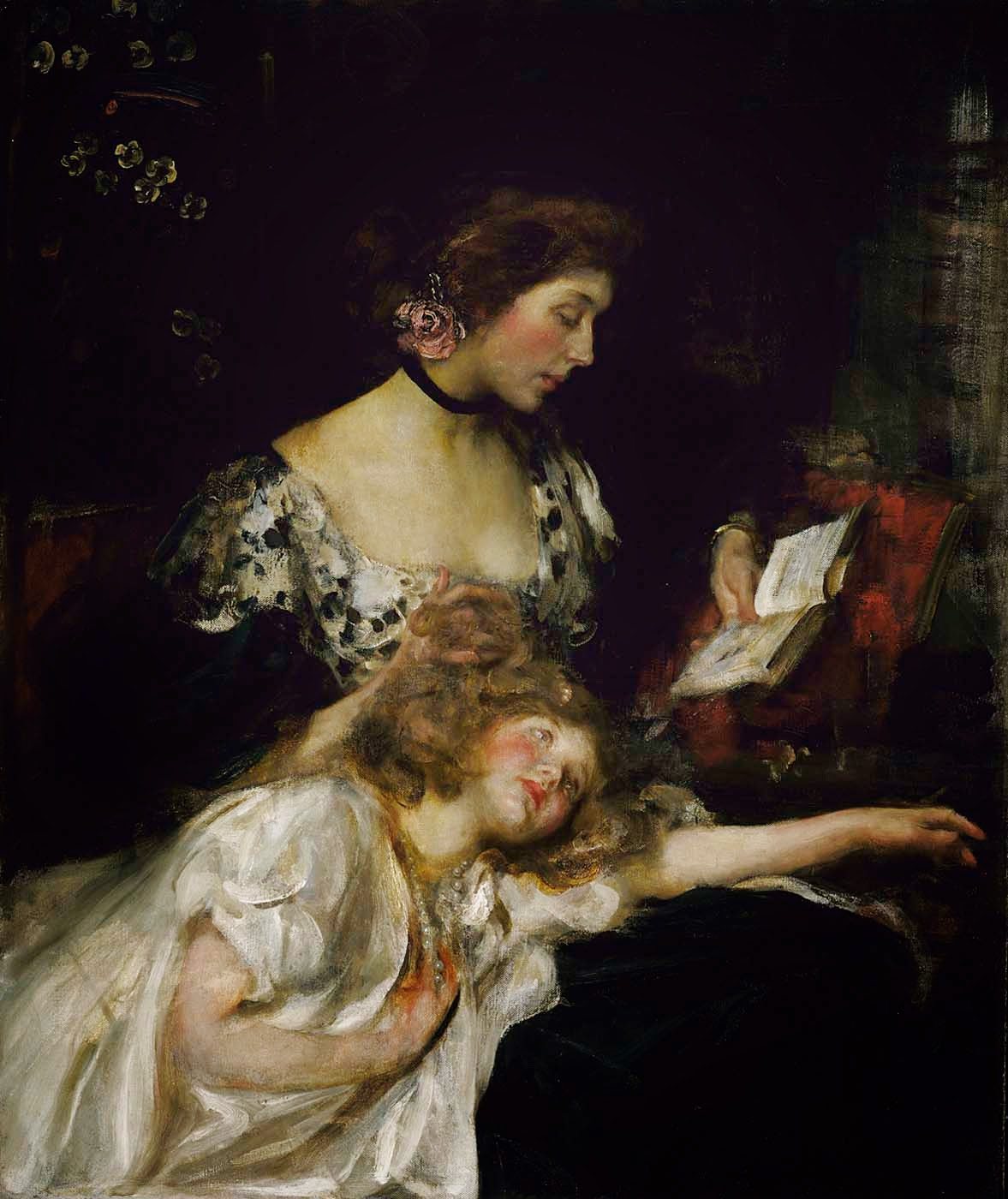
Mère et fille, 1900
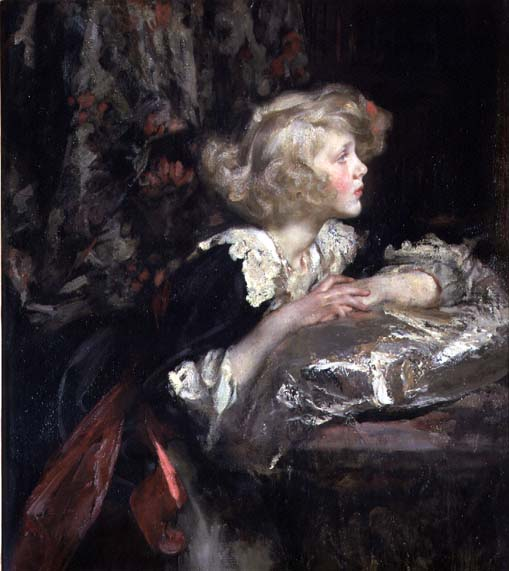
Portrait de Lady Diana Manners (vers 1900)
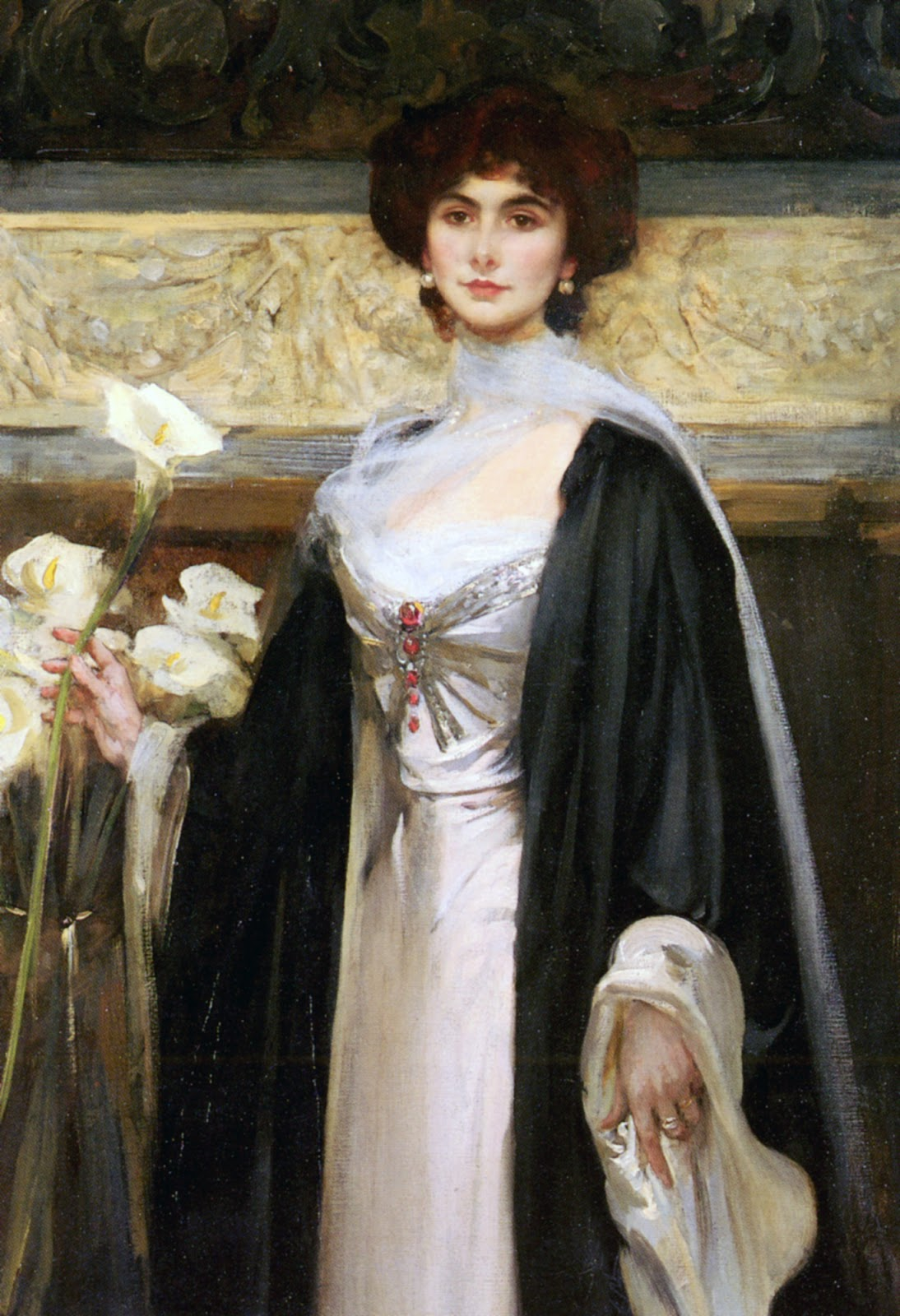
Les lys blancs, Portrait d'Olga de Meyer
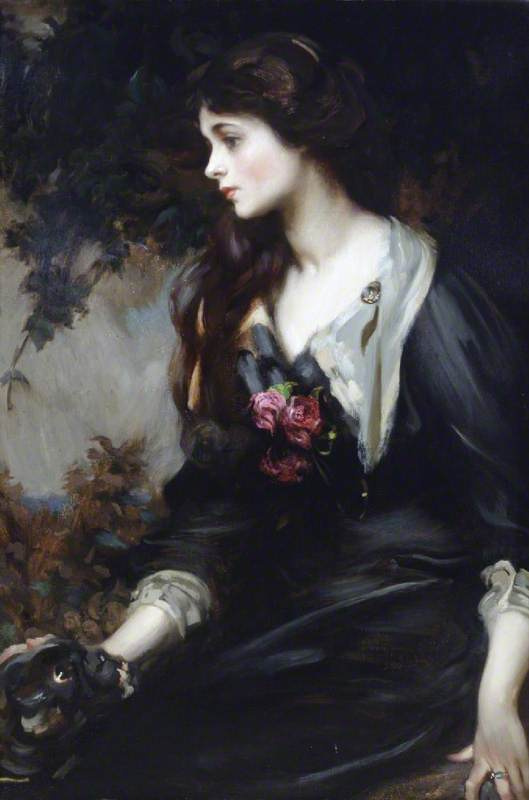
Marjorie Manners, 1900
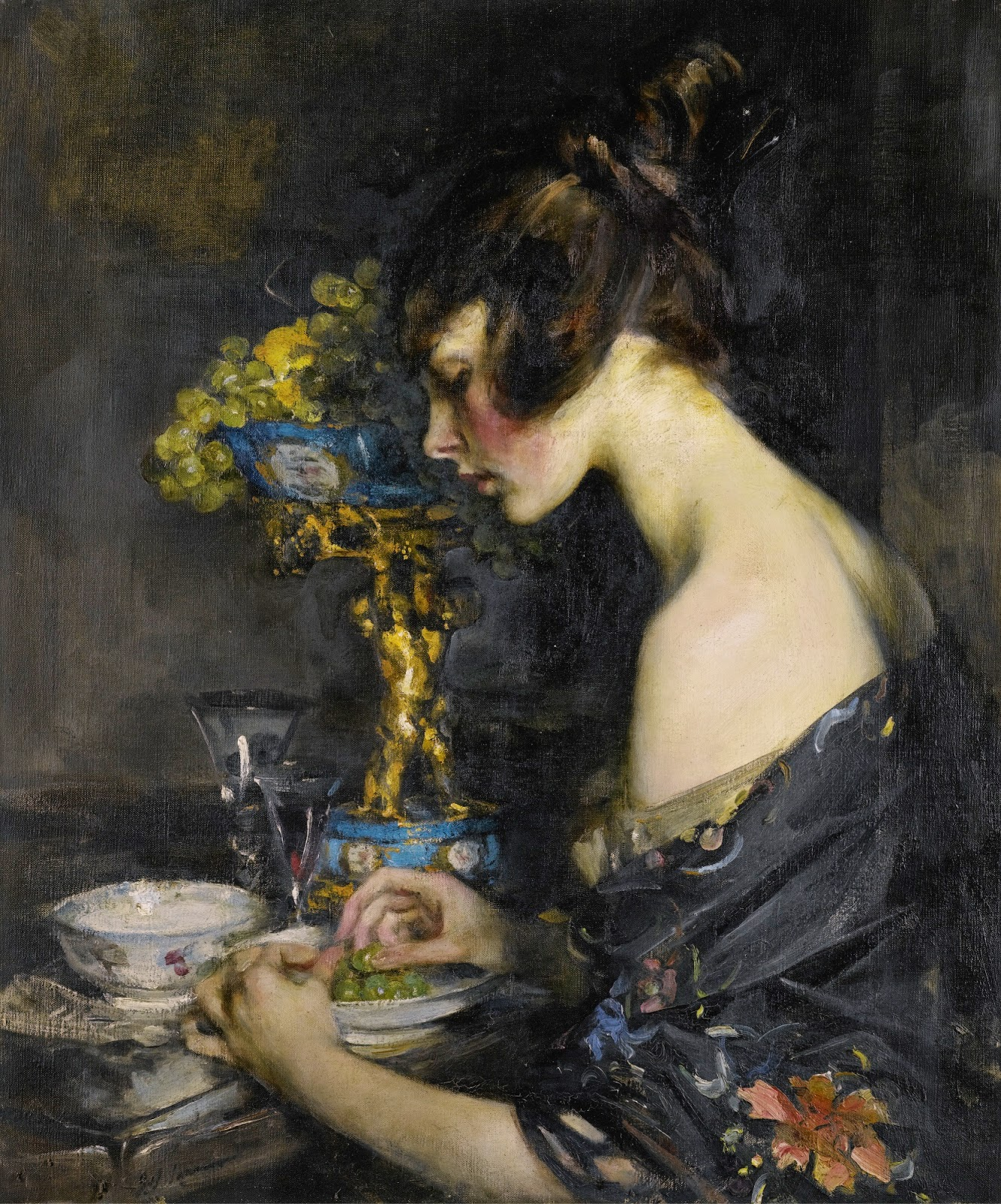
Le vase de Sèvres
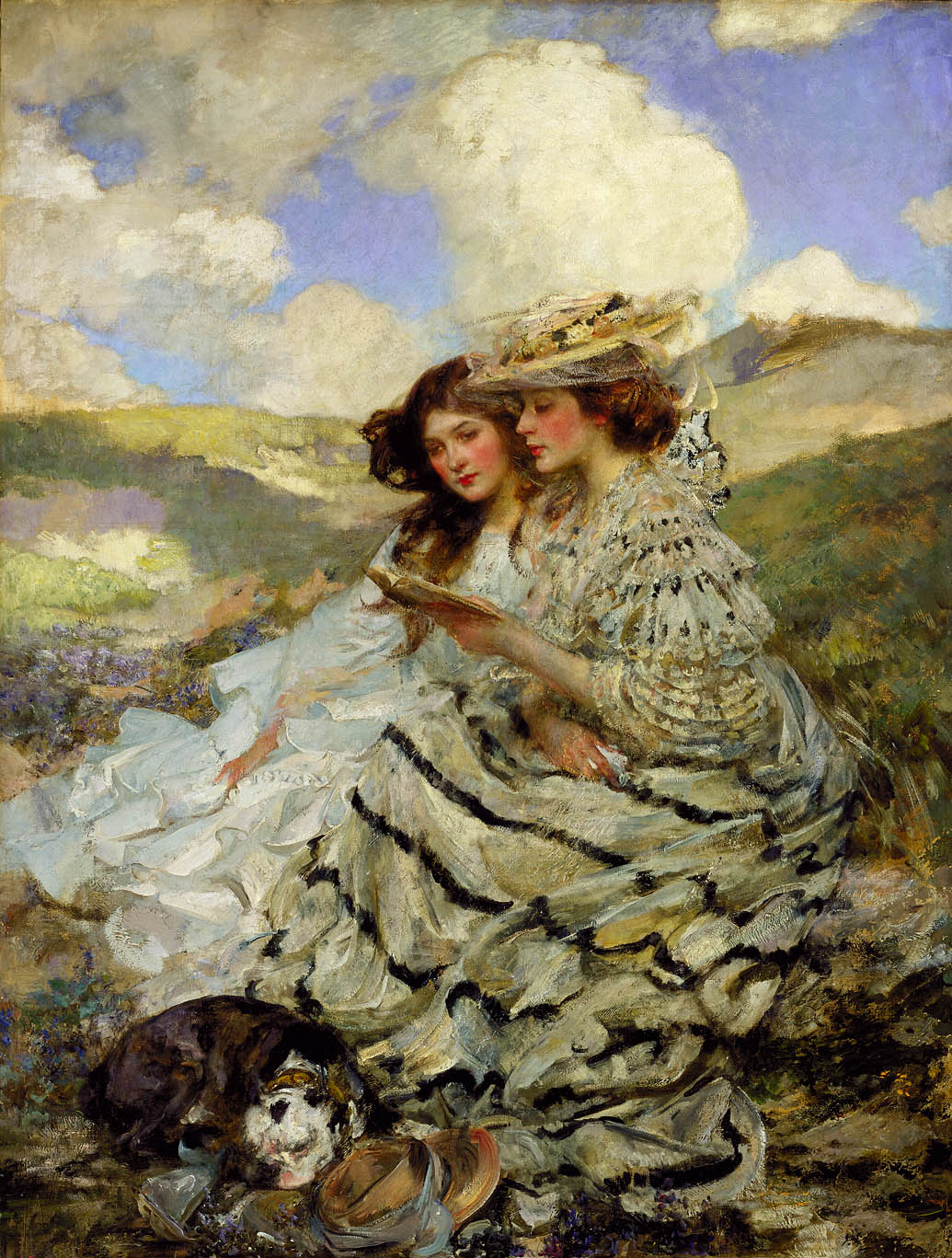
Dans les Dunes (Florence Shannon et sa fille Kitty dans les dunes à Egmond)
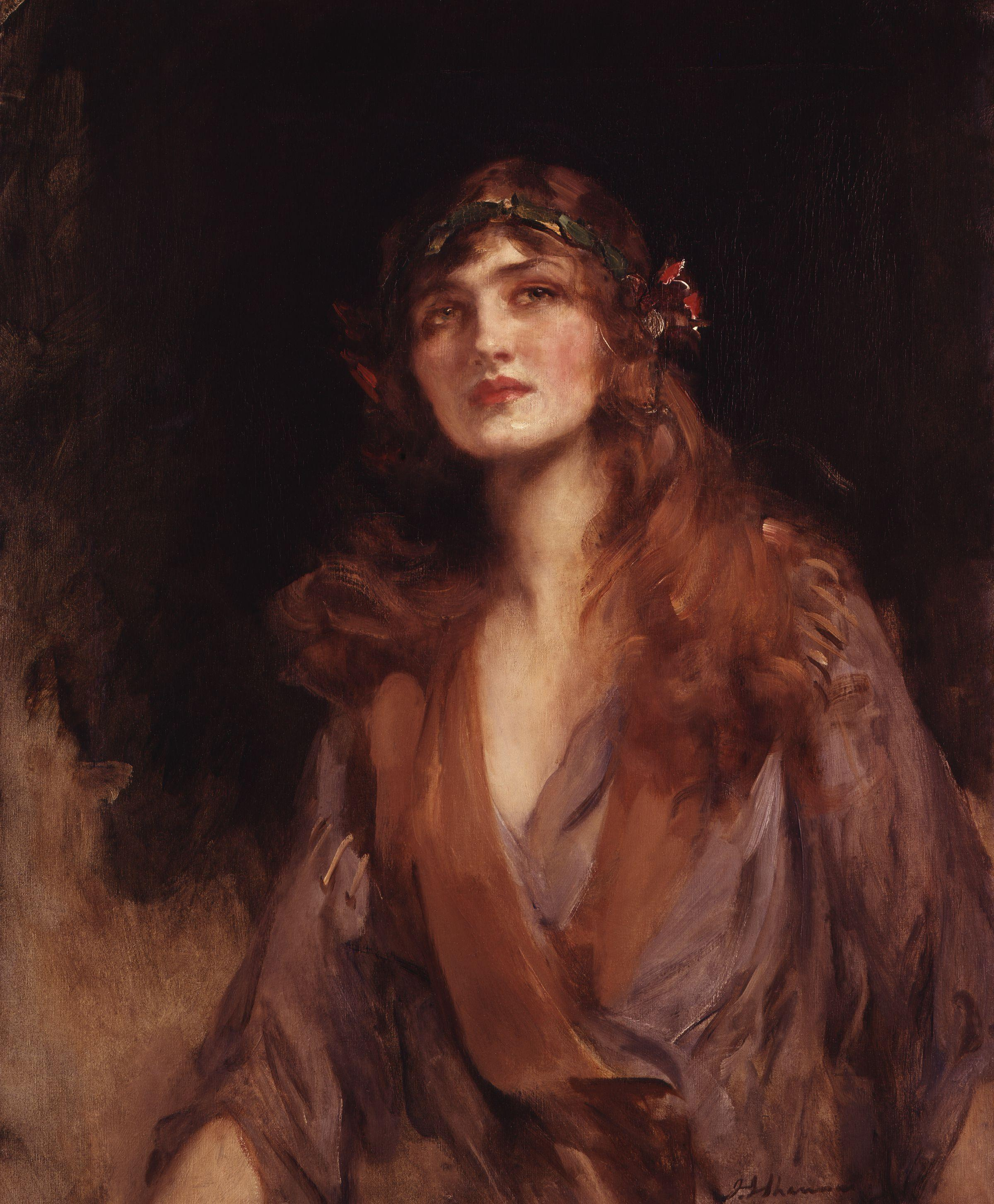
L'actrice Lily Elsie (ép. Bullough), c. 1916
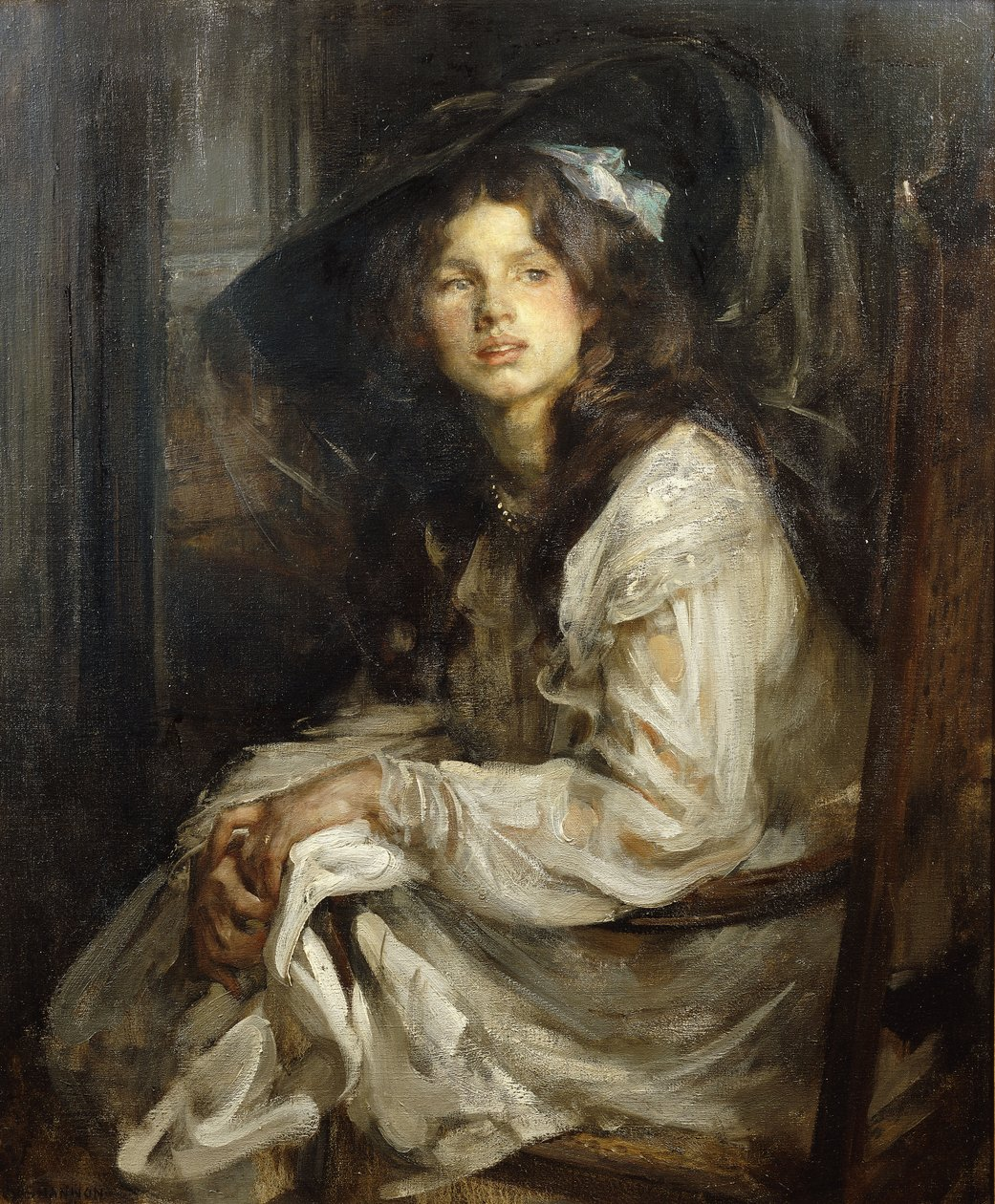
Fille assise sur une chaise
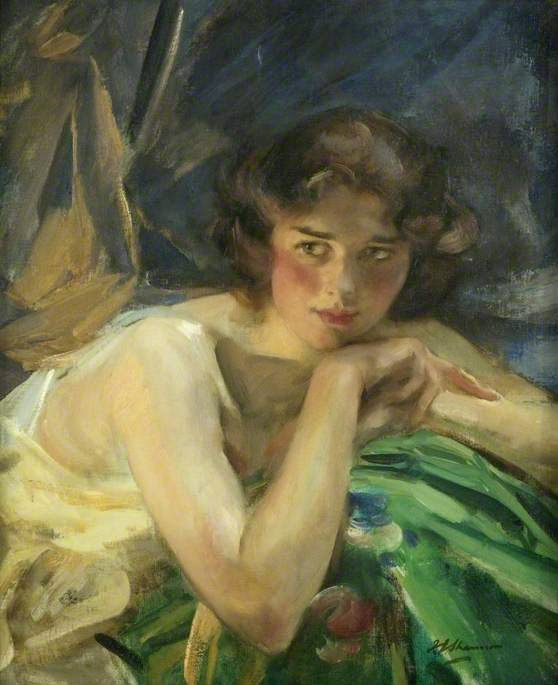
Flora, c. 1922
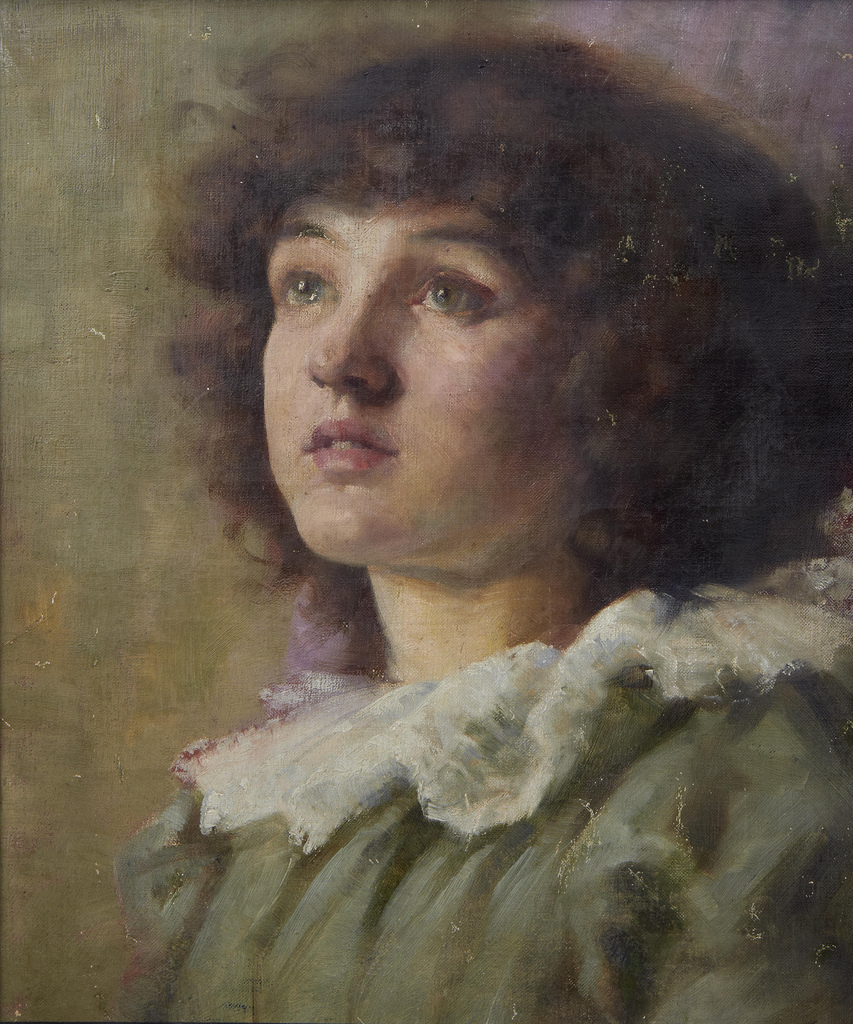
Portrait d'une fille